# Godfather (film)
 (octobre 2022).
La mise en forme du texte ne suit pas les recommandations de Wikipédia : il faut le « wikifier ».
Les points d'amélioration suivants sont les cas les plus fréquents. Le détail des points à revoir est peut-être précisé sur la page de discussion.
- Les titres sont pré-formatés par le logiciel. Ils ne sont ni en capitales, ni en gras.
- Le texte ne doit pas être écrit en capitales (les noms de famille non plus), ni en gras, ni en italique, ni en « petit »…
- Le gras n'est utilisé que pour surligner le titre de l'article dans l'introduction, une seule fois.
- L'italique est rarement utilisé : mots en langue étrangère, titres d'œuvres, noms de bateaux, etc.
- Les citations ne sont pas en italique mais en corps de texte normal. Elles sont entourées par des guillemets français : « et ».
- Les listes à puces sont à éviter, des paragraphes rédigés étant largement préférés. Les tableaux sont à réserver à la présentation de données structurées (résultats, etc.).
- Les appels de note de bas de page (petits chiffres en exposant, introduits par l'outil «  Source ») sont à placer entre la fin de phrase et le point final[comme ça].
- Les liens internes (vers d'autres articles de Wikipédia) sont à choisir avec parcimonie. Créez des liens vers des articles approfondissant le sujet. Les termes génériques sans rapport avec le sujet sont à éviter, ainsi que les répétitions de liens vers un même terme.
- Les liens externes sont à placer uniquement dans une section « Liens externes », à la fin de l'article. Ces liens sont à choisir avec parcimonie suivant les règles définies. Si un lien sert de source à l'article, son insertion dans le texte est à faire par les notes de bas de page.
- La présentation des références doit suivre les conventions bibliographiques. Il est recommandé d'utiliser les modèles {{Ouvrage}}, {{Chapitre}}, {{Article}}, {{Lien web}} et/ou {{Bibliographie}}. Le mode d'édition visuel peut mettre en forme automatiquement les références.
- Insérer une infobox (cadre d'informations à droite) n'est pas obligatoire pour parachever la mise en page.

Pour une aide détaillée, merci de consulter Aide:Wikification.
Si vous pensez que ces points ont été résolus, vous pouvez retirer ce bandeau et améliorer la mise en forme d'un autre article.
Pour les articles homonymes, voir Godfather.
Pour plus de détails, voir Fiche technique et Distribution.
Godfather (stylisé GodFather) est un thriller d'action politique en langue télougou indienne réalisé par Mohan Raja et produit par Ram Charan, RB Choudary et N.V Prasad par les studios Konidela Production Company et Super Good Films. C'est un remake du film malayalam 2019 Lucifer. Le film met en vedette Chiranjeevi dans le rôle-titre aux côtés de Salman Khan, Nayanthara, Puri Jagannadh et Satyadev Kancharana.  
Le tournage du film a débuté en août 2021 avec un tournage à Hyderabad, Ooty et Mumbai. La musique est composée par S. Thaman et la cinématographie par Nirav Shah.
Godfather sort en salles le 5 octobre 2022, coïncidant avec le festival de Vijayadashami.

## Synopsis
Après la mort d'un dirigeant politique, un homme mystérieux sort de l'ombre pour accéder au trône.

## Distribution
- Chiranjeevi : Brahma Teja
- Salman Khan : Masoom bhai
- Nayantara : Sathyapriya Jaidev
- Puri Jagannadh
- Satyadev Kancharana : Jaidev
- Murali Sharma
- Soleil
- Brahmaji
- Samuthirakani : ACP
- Tanya Ravichandran
- Gangavva
- Prabhu Deva dans une apparition spéciale dans la chanson Thaar Maar Thakkar Maar

## Production

### Développement
Le remake en télougou du film malayalam 2019 Lucifer  a été annoncé en avril 2020, avec Chiranjeevi dans le rôle principal. Sujeeth a été sélectionné pour diriger le projet, qui avait également commencé à travailler sur le scénario de l'adaptation en télougou. Sujeeth s'est retiré du projet en septembre 2020 en raison de différences créatives. Plus tard, VV Vinayak a été approché pour le remplacer. En décembre 2020, Mohan Raja a été confirmé comme réalisateur, marquant son grand retour au cinéma télougou après 20 ans. Hanuman Junction (2001) était son premier et unique film en télougou jusqu'ici.
Le film a été officiellement lancé en janvier 2021 lors d'une cérémonie traditionnelle de pooja à Hyderabad. Ce film marque la première collaboration de Chiranjeevi avec le compositeur Thaman S. Nirav Shah a été signé en tant que directeur de la photographie. Il devait être produit par Konidela Production Company et Super Good Films. Le titre du film a ensuite été dévoilé en tant que Godfather en août 2021.

### Fonderie
En septembre 2021, Nayanthara, Biju Menon et Satyadev Kancharana ont entamé des pourparlers pour signer le film. Nayanthara et Kancharana ont été confirmés comme faisant partie du film en novembre. Gangavva joue le rôle de la mère de Chiranjeevi dans le film. Le réalisateur Puri Jagannadh est aussi confirmé pour jouer un rôle dans le film. Divi Vadthya, candidate à la saison 4 de Bigg Boss Telugu, a rejoint le film alors que Chiranjeevi lui avait promis un rôle dans la finale de la saison.
En août 2021, l'acteur Salman Khan a été approché pour jouer un rôle clé dans le film. En novembre, Thaman a confirmé que Khan jouerait aux côtés de Chiranjeevi, en plus d'apparaître dans un numéro de danse, et marquant ainsi les débuts de Khan dans le cinéma télougou. Khan dépeint censément le rôle de Zayed Masood de l'original Lucifer,.

### Tournage
La tournage du film a commencé le 13 août 2021. Le premier temps de tournage du film a eu lieu à Hyderabad. La deuxième partie du tournage a débuté en septembre 2021 à Ooty. Le tournage a été interrompu en octobre car Chiranjeevi a subi une intervention chirurgicale à la main droite qui a été suivie d'un alitement de 15 jours. Il a ensuite repris le tournage en novembre 2021 à Hyderabad.
En janvier 2022, l'acteur a été testé positif au COVID-19 et a donc dû se mettre en quarantaine. Cela a ainsi permis de tourner quelques scènes cruciales qui ne l'impliquaient pas, et au cours desquelles Nayanthara a rejoint la production. Chiranjeevi a rejoint les plateaux en février après son rétablissement.
Salman Khan a terminé le tournage de ses parties en mars 2022 dans le cadre d'un programme d'une semaine aux ND Studios, à Karjat à Mumbai,. Il a également tourné pour une chanson aux côtés de Chiranjeevi à Hyderabad sous les directives de la chorégraphe Prabhu Deva.

## Musique
Singles
La musique du film et l'album de la bande originale du film ont été composés par Thaman S. Les droits musicaux ont été acquis par Saregama. Le premier single intitulé "Thaar Maar Thakkar Maar" est alors sorti le 15 septembre 2022.

## Sorties

### Théâtral
Godfather sortira dans les salles le 5 octobre 2022 en télougou avec une version doublée en hindi. Le film est distribué en Inde par Konidela Production Company avec PVR Pictures tandis que la distribution à l'étranger est assurée par Sarigama Cinemas via Phars Film,.

### Médias domestiques
Les droits de diffusion numérique du film ont été acquis par Netflix. Il a été rapporté par News18 que les producteurs de films se sont vu offrir 45 crore pour les droits satellite et numériques pour la version doublée en hindi de ce film.